# Manuel Chrysoloras
Manuel of Emanuel Chrysoloras (Grieks: Μανουὴλ Χρυσολωρᾶς) (Constantinopel, ca. 1355 – nabij Konstanz, 15 april 1415) was een Byzantijnse geleerde en diplomaat. Hij speelde een belangrijke rol bij het herontdekken van klassieke Griekse teksten in de renaissance. Als docent Grieks aan verschillende Italiaanse universiteiten liet hij honderden studenten kennis maken met de oude geschriften. 
Manuel Chrysoloras was afkomstig uit een vooraanstaande familie in Constantinopel en werd in zijn jeugd opgeleid in de klassieke Griekse literatuur. Hij vervulde een belangrijke positie aan het hof van de Byzantijnse keizer Manuel II Palaiologos (1349-1425), met wie hij persoonlijk bevriend was. In 1390-1391 vertoefde Manuel Chrysoloras als diplomaat in Italië om namens de keizer (vergeefs) steun te zoeken tegen de dreiging van het Ottomaanse Rijk. 
Tijdens zijn verblijf kwam Manuel Chrysoloras in contact met Italiaanse humanisten. Geïnspireerd door Petrarca (1304 – 1374) probeerde men de cultuur en de literatuur van de klassieke oudheid te herontdekken. De kennis van het oude Grieks was echter al eeuwenlang verloren gegaan. Zo had  Boccaccio (1313 -1375) een weinig geslaagde poging gedaan om de Ilias te vertalen. De Florentijnse patriciër Roberto de' Rossi kwam in Venetië diep onder de indruk van de kennis van Manuel Chrysoloras. Op diens aandringen bood Coluccio Salutati, kanselier van Florence, Chrysoloras een professoraat aan de Universiteit van Florence aan. 
De onderhandelingen duurden enkele jaren, maar in 1397 vestigde Manuel Chrysoloras zich dan toch in Florence. Hij bracht tal van belangrijke Griekse geschriften mee, zoals de Geographia van de astronoom en geograaf Ptolemaeus (87 – 150). Manuel Chrysoloras gaf in Florence Grieks aan bekende vroege humanisten als Leonardo Bruni en Ambrogio Traversari. Na drie jaar haalde de hertog van Milaan, Gian Galeazzo Visconti, Chrysoloras over om te verkassen naar de Universiteit van Pavia. Hij was ook nog werkzaam aan de universiteiten van Bologna en Padua, alvorens hij in opdracht van Manuel II Palaiologos weer diplomatieke missies in Frankrijk en Duitsland diende te vervullen. Manuel Chrysoloras overleed toen hij als vertegenwoordiger van Manuel II Palaiologos op weg was naar het Concilie van Konstanz. 
- Bibsys: 6038182
- Biblioteca Nacional de España: XX1536004
- Bibliothèque nationale de France: cb13740679j (data)
- Catàleg d'autoritats de noms i títols de Catalunya: 981058515684006706
- Gemeinsame Normdatei: 100952828
- International Standard Name Identifier: 0000 0001 2253 7624
- Library of Congress Control Number: nr94037343
- Mathematics Genealogy Project: 135185
- Nationale Bibliotheek van Tsjechië: jn20021219004
- Nationale Bibliotheek van Israël: 987007288450205171
- Nederlandse Thesaurus van Auteursnamen: 069980594
- Réseau des bibliothèques de Suisse occidentale: 02-A003105936
- Istituto Centrale per il Catalogo Unico: SBLV317936
- LIBRIS: 344688
- Système universitaire de documentation: 066990475
- Union List of Artist Names: 500245110
- Virtual International Authority File: 90639363
- WorldCat: E39PBJgCPkh8BWCJxVj3fch4MP